# Chetogena erythrocera
Chetogena erythrocera là một loài ruồi trong họ Tachinidae.